# Czesław Mostek
Czesław Mostek (ur. 16 kwietnia 1915, zm. 19 listopada 2018) – kapitan, żołnierz Armii Krajowej.

## Służba
W latach 1935–1939 służył w żandarmerii, a następnie w Korpusie Ochrony Pogranicza na Wileńszczyźnie. Uczestniczył w Ceremonii Pogrzebowej Józefa Piłsudskiego. Był w asyście, która wiozła serce Marszałka do Wilna. 
Podczas wojny obronnej 1939 uczestniczył w obronie Warszawy. Podczas Powstania Warszawskiego służył w drużynie biorącej udział w natarciu na obsadzony przez Niemców Fort Bema. Od 4 sierpnia był oficerem zaopatrzenia w Kampinosie i w Zgrupowaniu „Żyrafa” – pluton 260. Po wojnie został aresztowany za działalność w Armii Krajowej i osadzony w praskiej katowni UB na Sierakowskiego u zbiegu z ul. Kłopotowskiego.
Został pochowany w Parafii Rzymskokatolickiej Narodzenia św. Jana Chrzciciela w Lesznie koło Błonia.